# Cojmănești
Cojmănești – wieś w Rumunii, w okręgu Gorj, w gminie Slivilești. W 2011 roku liczyła 436 mieszkańców.